# Eulasia aegyptica
Eulasia aegyptica är en skalbaggsart som beskrevs av Rudolph Petrovitz 1972. Eulasia aegyptica ingår i släktet Eulasia och familjen Glaphyridae. Inga underarter finns listade i Catalogue of Life.